# Niedalino
Niedalino [ɲedaˈlinɔ] (trước đây là Nedlin của Đức) là một ngôi làng thuộc khu hành chính của Gmina wieszyno, thuộc quận Koszalin, West Pomeranian Voivodeship, ở phía tây bắc Ba Lan. Nó nằm khoảng 7 kilômét (4 mi)   phía nam wieszyno, 13 km (8 mi) phía nam Koszalin và 127 km (79 mi) về phía đông bắc của thủ đô khu vực Szczecin.
Trước năm 1945, khu vực này là một phần của Đức. Đối với lịch sử của khu vực, xem Lịch sử của Pomerania.
Làng có dân số 500 người.